# Winslow (Maine)
Winslow – miasto w Stanach Zjednoczonych, w stanie Maine, w hrabstwie Kennebec, położone na wschodnim brzegu rzeki Kennebec.